# Caroline Costa
Caroline Costa (* 9. Mai 1996 in Moissac) ist eine französische Sängerin und Fernsehmoderatorin.
2007 wurde sie als Mitglied der Gruppe Pop System gecastet, die mit dem Titel Laissez-nous dire den 12. Platz der französischen Singlecharts erreichte. 2008 kam Caroline Costa ins Finale der Sendung La France a un incroyable talent auf M6, der französischen Version von Das Supertalent.
Zusammen mit Abraham Mateo nahm sie für dessen Album Abraham Mateo eine spanische Coverversion des Titels Without You von Badfinger auf. Mit Qui je suis kam sie im Dezember 2010 auf Platz 15 der französischen Singlecharts.
Seit September 2011 moderiert Caroline Costa die wöchentlich ausgestrahlte Sendung Kids 20 auf dem französischen Kinderkanal Télétoon+.